# 狩野元俊
狩野 元俊（かのう げんしゅん、天正16年（1588年） - 寛文12年7月11日（1672年9月2日））は、江戸時代初期から前期にかけて活躍した狩野派（江戸狩野）の絵師。江戸幕府御用絵師の一つ表絵師・山下狩野家などの祖。通称は隼人、諱は秀信、元俊と号す。

## 略伝

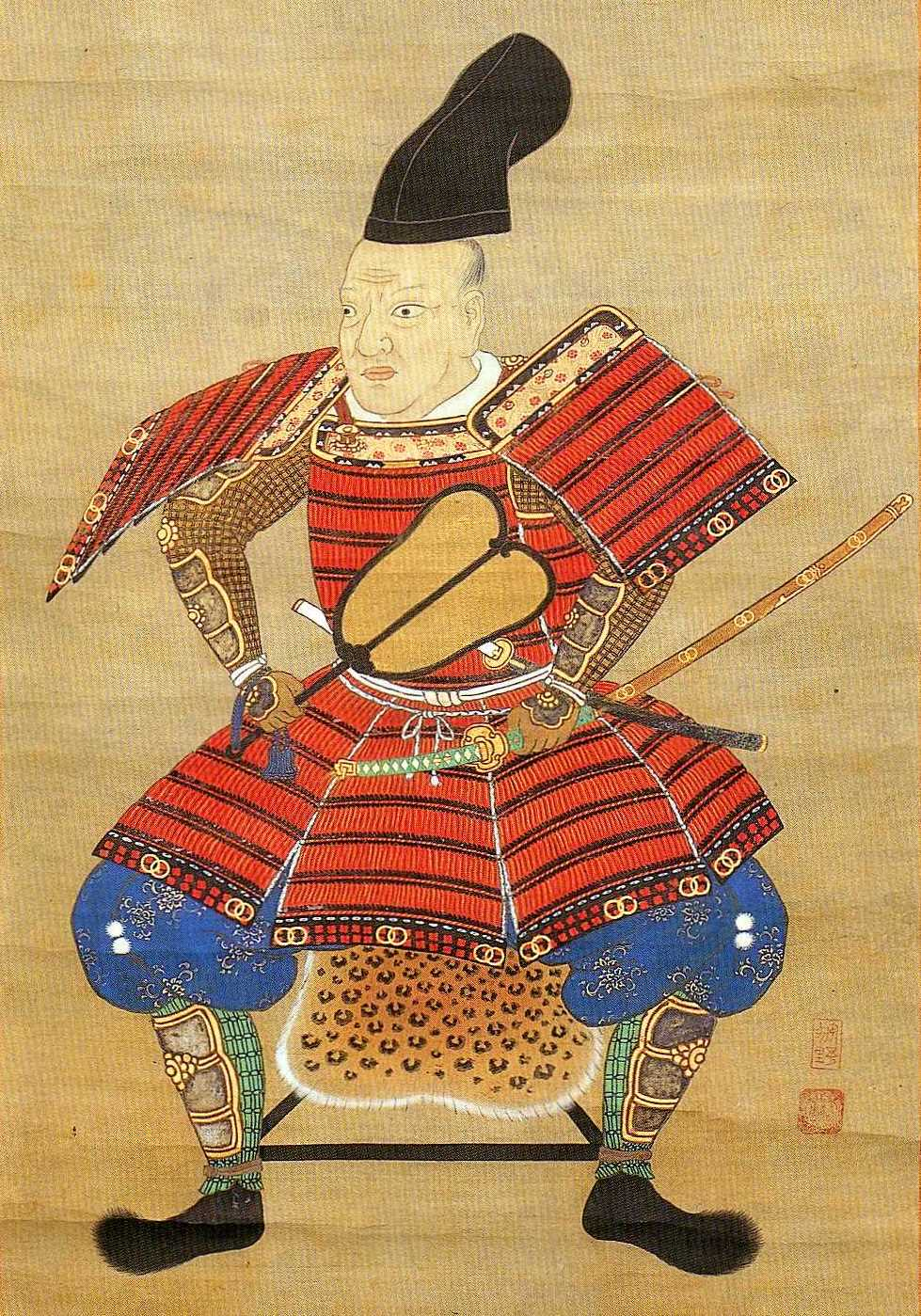
「脇坂安元像」（部分、武者姿）個人蔵

狩野元信の次男・狩野秀頼の曾孫。乗真秀頼-真笑秀政-了承秀之-元俊秀信と続く絵師の家系である。ただし、父・了承の確実な遺作は現在確認されていない。6歳で母・妙安と死に別れる。慶長年間頃に徳川家康にお目見えし、元俊の代から江戸幕府に仕え始める。元俊が祖となる山下狩野家は、表絵師筆頭の駿河台狩野家に次ぐ地位を得た。1623年（元和9年）狩野宗家の狩野貞信臨終の際に作成した、狩野安信宗家相続の起請文では、狩野長信、狩野探幽、狩野甚之丞、狩野尚信、狩野新右衛門（貞信妹婿）と一族の末席ながら名を連ねており（永俊の下には狩野興以のみ）、狩野一門の重鎮の1人だったことが窺える。
その後も幕府の御用をこなしていくが、『扶桑画人伝』の元俊の項目収録の『画事備考』の記述によると、一時画業を廃し神職についたという。また、元俊の代表作本圀寺の大幅「涅槃図」にある銘記には、亡き母を慕い孝心を満たすために母の五十回忌に合わせて制作した事が記されている。寛文12年（1672年）85歳で没した。法名は常教院後日承居士。墓所は墨田区横川にある本法寺だが、本法寺は火災や戦災で過去帳を喪失し、元俊の墓も残っていない。跡は長男の狩野春雪が継いだ。
現在確認されている元俊の遺品は、日蓮宗の寺院に多く残り、宗教的画題に偏重している。これは山下狩野家の家職とも、元俊の宗教心を反映しているとも取れるが、元俊に関する史料は断片的で判別しがたい。

## 代表作
| 作品名                       | 技法                              | 形状・員数 | 寸法（縦x横cm） | 所有者                                            | 年代                                                | 落款・印章                                                 | 備考 |
| ---------------------------- | --------------------------------- | ---------- | --------------- | ------------------------------------------------- | --------------------------------------------------- | ---------------------------------------------------------- | --- |
| 日重・日乾・日遠聖人像       | 前者2点は絹本著色、後者は紙本著色 | 3幅対      |                 | 本遠寺                                            | 前者2点は1607年（慶長12年）、後者はやや後           |                                                            | 元俊の現存最古作 |
| 伝教大師像                   | 紙本淡彩                          | 1幅        |                 | 久遠寺                                            | 1616年（元和2年）                                   |                                                            | |
| 涅槃図                       |                                   | 1幅        |                 | 増上寺                                            |                                                     |                                                            | |
| 天台智者大師像・伝教大師像   | 紙本淡彩                          | 双幅       |                 | 本遠寺                                            | 1636年（寛永13年）                                  |                                                            | |
| 涅槃図                       | 紙本著色                          | 1幅        | 572x744         | 本圀寺                                            | 1642年（寛永19年）                                  |                                                            | 周囲の牡丹図の描表装を含めると、縦572cm横744cmの大作。                                                                                 |
| 脇坂安元像                   | 絹本著色                          | 1幅        |                 | 妙心寺隣華院                                      | 1653年（承応2年）12月の安元没後さほど時を経ない時期 |                                                            | 3点共に林羅山賛。 |
| 脇坂安元像                   | 絹本著色                          | 1幅        | 98.6x39.5       | 個人（たつの市立龍野歴史文化資料館管理）          | 1653年（承応2年）12月の安元没後さほど時を経ない時期 |                                                            | 林羅山賛 |
| 脇坂安元像                   | 絹本著色                          | 1幅        | 116.7x53.0      | 個人（たつの市立龍野歴史文化資料館管理）          | 1653年（承応2年）12月の安元没後さほど時を経ない時期 |                                                            | 林羅山賛。武者姿（上部画像） |
| 涅槃図                       | 紙本著色                          | 1幅        |                 | 蓮長寺                                            | 1656年（明暦2年）                                   |                                                            | |
| 孔子像                       | 絹本著色                          | 1幅        | 110.4x49.2      | 個人                                              | 1662年（寛文2年）                                   | 款記「年寿七十五歳 元俊筆」                                | 箱書きによると、信州飯田で描かれたという。                                                                                             |
| 新馬図絵馬                   | 板絵金地著色                      | 絵馬1面    | 93x164          | 焼津市・香集寺弘徳院 （焼津市歴史民俗資料館寄託） | 1667年7月4日（寛文7年5月13日）奉納                  | 款記「奉掛絵馬一疋 虚空蔵菩薩宝前 寛文七丁未年五月十三日」 | 焼津市指定文化財。田中藩主西尾忠照の弟・西尾忠知が奉献。                                                                               |
| 新馬図絵馬                   |                                   | 絵馬1面    | 93x164          | 焼津市・海蔵寺                                    | 1667年7月15日（寛文7年5月24日）奉納                 | 款記「奉掛絵馬一疋、地堂菩薩堂前」                         | 焼津市指定文化財。同じく西尾忠知が奉献。                                                                                               |
| （伝）武田信玄・陽運院夫妻像 | 絹本著色                          | 1幅        | 32.3x33.0       | 上里町・陽雲寺                                    | 1672年（寛文12年）                                  | 款記「年壽八十二歳／元俊書之」/朱文長方印・白文方印        | 埼玉県指定文化財。河窪信実（信玄弟）・陽福院夫妻像として、子の河窪信俊が奉納したとの説もある。いずれにしても数少ない夫妻像として貴重。 |
| 釈迦二弟子像                 | 紙本墨画淡彩                      | 3幅対      |                 | 相模原市・光明寺                                  |                                                     |                                                            | |
| 日蓮上人図                   | 紙本著色                          | 1幅        |                 | 本遠寺                                            |                                                     |                                                            | 山梨県指定文化財 |
| 蟠龍図                       | 板・墨画                          | 1面        |                 | 土佐神社                                          |                                                     |                                                            | 同幣殿の天井画 |
| 群仙図屏風                   | 紙本著色                          | 六曲一双   |                 | 個人                                              |                                                     |                                                            | |

## 参考資料
- 土居次義 「京の涅槃図 ─特に本圀寺の涅槃図について」（『近世日本絵画の研究』 美術出版社、1970年、pp.385-389）
- 田中敏雄 「江戸時代初期の狩野派の動向 ─狩野元俊の場合」『近世日本絵画の研究』（作品社、2013年3月、pp.137-157）